# 劣地国家公园
劣地国家公园（Badlands National Park）是美国的一座国家公园，位于南达科他州西南部，面积为244,000英畝（990平方），有很多土丘、尖峰和草地。
其中劣地野生动物保护区面积为64,144英畝（259.58平方），是美国濒危物种哺乳动物黑足鼬的生长地。